# Новожилово (Ленинградская область)
Новожи́лово (до 1948 года Сувенмяки, фин. Suvenmäki) — деревня в Сосновском сельском поселении Приозерского района Ленинградской области.

## Название
Название Сувенмяки по-фински означает «волчий холм».
Деревня Сувенмяки, где располагался Сувенмякский сельсовет, в 1948 году на общем собрании местного колхоза была переименована в деревню Рощино, а сельсовет в Рощинский, так как на территории этого сельсовета находилась могила павшего в бою воина Красной армии Рощина. Однако комиссия по переименованию отменила это решение, а для деревни было утверждено название Новожилово, в честь другого павшего в бою воина. Переименование было закреплено указом Президиума ВС РСФСР от 1 октября 1948 года.

## История
Основным занятием населения деревни было земледелие. В 1903 году в деревне была открыта народная школа. 

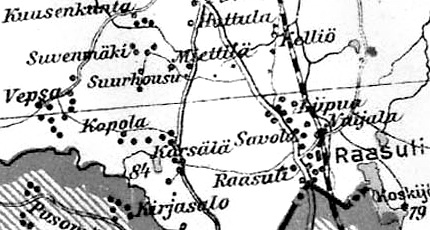
Деревня Сувенмяки на финской карте 1923 года

До 1939 года деревня Сувенмяки входила в состав волости Рауту Выборгской губернии Финляндской республики.
С 1 мая 1940 года — в составе Сувемякского сельсовета Раутовского района.
С 1 июля 1941 года по 31 мая 1944 года финская оккупация.
С 1 октября 1948 года учитывается как деревня Новожилово в составе Новожиловского сельсовета Сосновского района.
С 1 июня 1954 года — в составе Сосновского сельсовета Сосновского района.
С 1 декабря 1960 года — в составе Приозерского района. 
С 1 февраля 1963 года — в составе Выборгского района.
С 1 января 1965 года — вновь в составе Приозерского района. В 1965 году деревня насчитывала 148 жителей. 
По данным 1966, 1973 и 1990 годов деревня Новожилово входила в состав Сосновского сельсовета.
В 1997 году в деревне Новожилово Сосновской волости проживал 31 человек, в 2002 году — также 31 человек (русские — 74 %).
В 2007 году в деревне Новожилово Сосновского СП проживали 16 человек, в 2010 году — 28 человек.

## География
Деревня расположена в южной части района на автодороге А121 «Сортавала» (Санкт-Петербург — Сортавала — автомобильная дорога Р-21 «Кола»).
Расстояние до административного центра поселения — 8 км.
Расстояние до ближайшей железнодорожной станции Сосново — 8 км. 

## Демография
| 2007 | 2010 | 2017 |
| ---- | ---- | ---- |
| 16   | ↗28  | ↗30  |

## Улицы
Колодезная, Приозерское шоссе, Хуторская, Центральная.

## Садоводства
АРС, Дружба, Новожилово, Орехово, Рассвет, Строитель, Эверест